# Czapetka wodnista

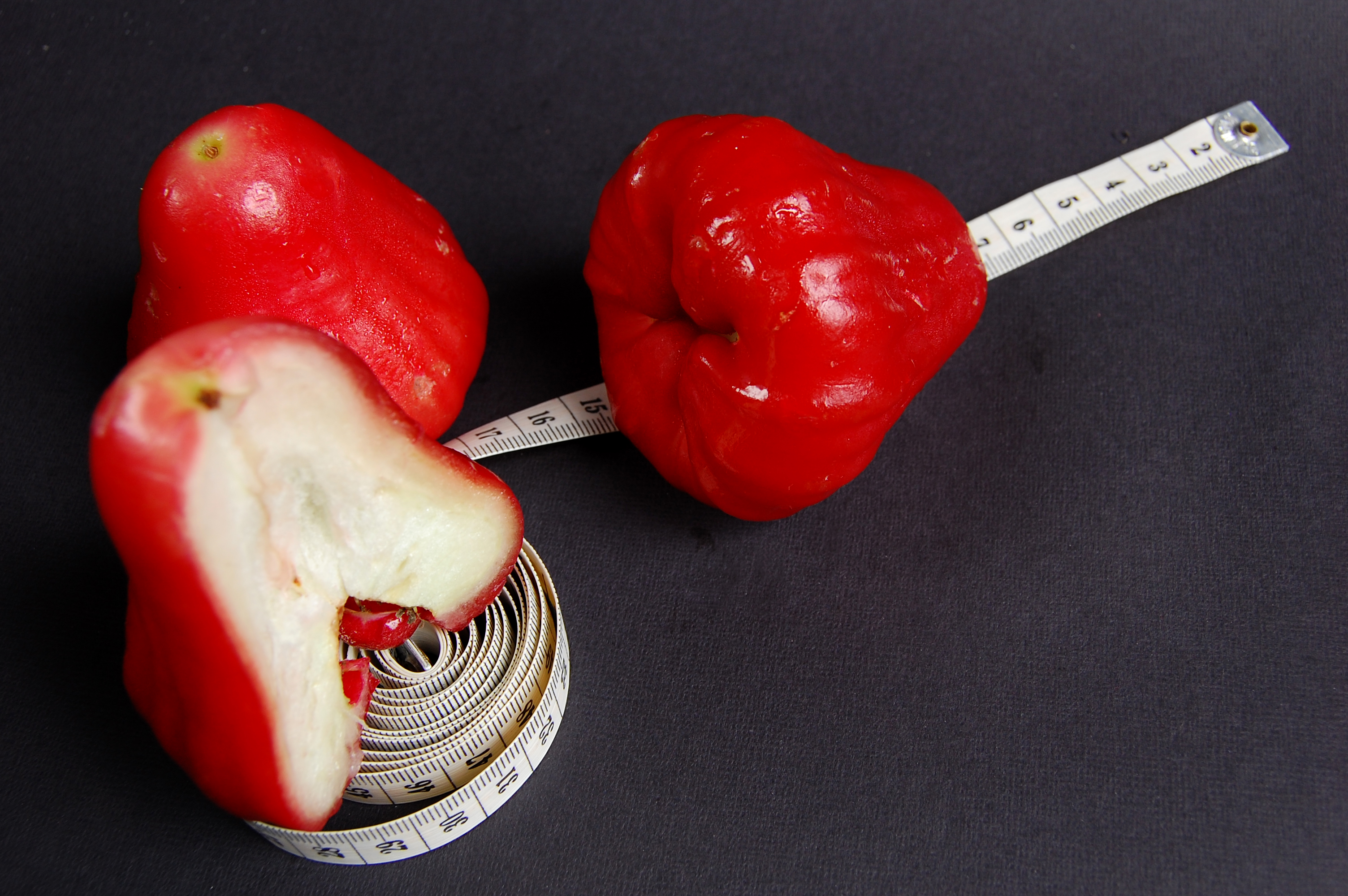
Owoc

Czapetka wodnista, czapetka indyjska (Syzygium aqueum) – gatunek roślin z rodziny mirtowatych. Występuje na terenie Indii, Indochin, Malezji i w Australii (Queensland). Jest też uprawiany w Azji oraz Afryce.

## Morfologia
PokrójRośliny osiągające wysokość do 10 m.
LiściePodłużne, sercowato-eliptyczne, do 25 cm długości.
KwiatySkupione w niedużych gronach, do 3,5 cm średnicy.
OwoceGruszkowatego kształtu, w kolorze krwistoczerwonym, o skórce błyszczącej. Soczyste i jadalne.